# Brigitte Knobbe-Keuk
Brigitte Knobbe-Keuk (* 18. September 1940 in Berlin; † 23. April 1995 in Bonn) war eine deutsche Rechtswissenschaftlerin und Hochschullehrerin.

## Leben
Sie wuchs in Berlin und Wuppertal als Tochter eines Pfarrers auf, der im Zweiten Weltkrieg Mitglied der Bekennenden Kirche war. In Wuppertal besuchte sie das humanistische Wilhelm-Dörpfeld-Gymnasium und studierte anschließend Rechtswissenschaft an den Universitäten Bonn und München. Die Begegnung mit Werner Flume prägte sie für ihren weiteren Werdegang. 1965 wurde sie bei ihm mit der Dissertation Der Erblasserwille post testamentum und die Auslegung des Testaments in Bonn zur Dr. jur. promoviert, 1966 bis 1970 war sie Flumes wissenschaftliche Assistentin.
Knobbe-Keuk habilitierte sich 1970 in Bonn, 1971 wurde sie außerplanmäßige Professorin und 1972 Wissenschaftliche Rätin. Vier Jahre hatte sie eine Professur an der Universität Göttingen inne, 1979 trat sie die Nachfolge von Flume als Professorin für bürgerliches Recht, Handels-, Wirtschafts- und Steuerrecht an der Universität Bonn an. Neben ihrer Lehrtätigkeit war sie Gutachterin und Prozessvertreterin (u. a. beim Europäischen Gerichtshof). Sie gehörte dem Beirat der Deutschen Steuerjuristischen Gesellschaft an, arbeitete für den Deutschen Juristentag und war in der Alexander-von-Humboldt-Stiftung tätig.
Brigitte Knobbe-Keuk gilt noch heute als eine der herausragendsten und prägendsten Persönlichkeiten des nationalen Steuerrechts. Sie ist die akademische Lehrerin zahlreicher bekannter Steuerrechtswissenschaftler, darunter Franz Dötsch, Rainer Hüttemann, Andreas Herlinghaus, Jürgen Lüdicke und Wolfgang Schön. Sie war bis zu ihrem Tod mit dem Rechtsanwalt, Wirtschaftsprüfer und Steuerberater Dietrich Knobbe verheiratet und Mutter zweier Kinder. Nachdem Knobbe-Keuk krankheitsbedingt bereits seit dem Wintersemester 1993/94 ihren Pflichten als Hochschullehrerin nicht mehr vollumfänglich nachkommen konnte, verstarb sie am 23. April 1995 an den Folgen ihres Leidens.

## Brigitte-Knobbe-Keuk-Stiftung
Im Jahr 2011 wurde die Brigitte Knobbe-Keuk Stiftung als Teil der Bonner Universitätsstiftung gegründet. In Zusammenarbeit mit der Arbeitsgemeinschaft der Fachanwälte für Steuerrecht vergibt sie seit 2013 den Brigitte Knobbe-Keuk Preis für hervorragende rechtswissenschaftliche Arbeiten, insbesondere in den Bereichen des Bürgerlichen Rechts, des Handels-, Gesellschafts-, Wirtschafts- sowie des Steuer- und Europarechts. Erster Preisträger war Benjamin Straßburger.

## Veröffentlichungen
- Der Erblasserwille post testamentum und die Auslegung des Testaments. Rohrscheid, Bonn 1965 (Dissertation).
- Vermögensschaden und Interesse. Rohrscheid, Bonn 1972, ISBN 3-7928-0300-3 (Habilitationsschrift).
- Bilanz- und Unternehmenssteuerrecht. Otto Schmidt, Köln 1977; 9. Auflage 1993, ISBN 3-504-20067-7.